# گاو نقدی
گاو نقدی (انگلیسی: Cash cow) اصطلاحی حرفه‌ای در ادبیات سرمایه‌گذاری در بازرگانی است که آن: سرمایه بازدهی ثابتی دارد، بسیار بیشتر از هزینهٔ نقدی مورد نیاز برای خرید یا شروع به ایجاد آن. بسیاری از کسب‌وکارها تلاش می‌کنند چنین سرمایه‌گذاری‌هایی را ایجاد کنند یا خریداری کنند، زیرا می‌توان از آنها برای افزایش درآمد کلی شرکت و حمایت از تلاش‌های کم‌سود دیگر کسب‌و کار استفاده کرد.
اصطلاح گاو نقدی استعاره‌ای از گاو شیری است که در مزارع برای تولید شیر استفاده می‌شود و جریانی ثابت از درآمد را با هزینهٔ نگهداری کمی ارائه می‌دهد.
گاوهای نقدی محصولات یا خدماتی هستند که به جایگاه رهبر بازار دست یافته‌اند، جریان‌های نقدی مثبت و بازده دارایی‌ها (ROA) را ارائه می‌کنند که از نرخ رشد بازار بیشتر است. برتری ویژه این است که چنین محصولاتی مدت‌ها پس از بازپرداخت سرمایهٔ اولیه هنوز سود تولید می‌کنند. گاوهای نقدی با ایجاد جریان‌های درآمدی ثابت، به تأمین مالی رشد کلی یک شرکت کمک می‌کنند و تأثیرات مثبت آنها به سایر واحدهای تجاری یاری می‌رساند. علاوه بر این، شرکت‌ها می‌توانند از آنها به‌عنوان اهرمی برای توسعه‌های آینده استفاده کنند، زیرا وام دهندگان با علم به اینکه بدهی‌ها پرداخت می‌شود، تمایل بیشتری به قرض دادن دارند.
همچنین، از گاوهای نقدی نیز می‌توان برای بازخرید سهام موجود در بازار یا افزایش سود سهام پرداختی به سهامداران استفاده کرد. آن‌ها معمولاً سال‌ها پول نقد می‌آورند، تا زمانی که فناوری جدید یا تغییر ترجیحات بازار آنها را منسوخ کند.